# Spoorlijn Lippstadt - Rheda-Wiedenbrück
De spoorlijn Lippstadt - Rheda-Wiedenbrück was een Duitse spoorlijn en was als spoorlijn 2951 onder beheer van DB Netze.

## Geschiedenis
Het traject werd door de Königlich Hannöverschen Staatseisenbahnen geopend op 25 juni 1887. In 1922 is de aansluiting in Rheda-Wiedenbrück verlegd van de westkant naar de oostkant van het station. 
Personenvervoer op de lijn is in 1979 opgeheven, vanaf 1983 is ook het goederenvervoer stapsgewijs opgeheven, met uitzondering van het gedeelte tussen Lippstadt en de brug over de Lippe dat in gebruik is door de Westfälische Landes-Eisenbahn voor goederenvervoer.

## Aansluitingen
In de volgende plaatsen was er een aansluiting op de volgende spoorlijnen:
Lippstadt
DB 1760, spoorlijn tussen Hannover en Soest
DB 9212, spoorlijn tussen Lippstadt en Beckum
DB 9216, spoorlijn tussen Lippstadt en Warstein
Rheda Süd
DB 9215, spoorlijn tussen Wiedenbrück en Sennelager
Rheda-Wiedenbrück
DB 1700, spoorlijn tussen Hannover en Hamm
DB 2103, spoorlijn tussen Münster - Rheda-Wiedenbrück
DB 2990, spoorlijn tussen Minden en Hamm